# Nabutaek
Nabutaek is een bestuurslaag in het regentschap Belu van de provincie Oost-Nusa Tenggara, Indonesië. Nabutaek telt 517 inwoners (volkstelling 2010).